# Starościn (województwo lubuskie)
Starościn (niem. Friedrichswille, 1945–1947 Polska Wola) – kolonia sołecka w Polsce położona w województwie lubuskim, w powiecie słubickim, w gminie Rzepin.
Miejscowość położona jest przy drodze lokalnej Rzepin – Tarnawa Rzepińska. Miejscowość zalicza się do strefy podmiejskiej Rzepina.

## Historia
W latach 1873–1945 w składzie powiatu Weststernberg we frankfurckiej rejencji pruskiej prowincji Brandenburgia.
W 1905 w Starościnie wybudowano budynek na potrzeby szpitala dla starców i psychicznie chorych.
W czasie II wojny światowej ulokował się tu niemiecki lazaret, następnie szpital Armii Czerwonej, magazyn GS, a 1 września 1956 roku zostało uruchomione Technikum Leśne im. prof. Jana Miklaszewskiego.
W 1945 roku miejscowość otrzymała nazwę Polska Wola, a w 1947 r. nazwę zmieniono na Starościn. W latach 1975–1998 miejscowość należała administracyjnie do województwa gorzowskiego.
W 1990 r. poświęcono nowy kościół.